# Гаспинг-синдром
Гаспинг-синдром («синдром одышки» с летальным исходом или синдром фатальной асфиксии у новорожденных, англ. Gasping Syndrome) — синдром, характеризующийся нарушениями дыхания и резким удушьем у детей в возрасте до 1 года.

## Клиническая картина
Гаспинг-синдром проявляется у детей в возрасте до 1 года (чаще у недоношенных детей) и характеризуется тяжелым состоянием с угнетением дыхания, метаболическим ацидозом, пурпурой, энцефалопатией.
У ребенка происходит изменение обменных процессов, гемодинамики и микроциркуляции крови. Из-за увеличения объёма циркулирующих в крови эритроцитов значительно увеличивается общий объём крови.
Как следствие гипоксии тканей происходят кровоизлияния в головном мозге, в сердце, в печени, в почках, надпочечниках. Снижается артериальное давление и количество сердечных сокращений, нарушается мочевыделительная функция почек.
Заканчивается летальным исходом.

## Причины возникновения
Возникновение гаспинг-синдрома связывают с интоксикацией бензиловым спиртом. Проявления синдрома возникали после внутривенного введения растворов, содержащих бензиловый спирт, который использовался в качестве бактериостатика или консерванта при инъекциях.